# آجنا (وسیله نقلیه هدف)
آجنا (انگلیسی: Agena target vehicle) (/əˈdʒi:nə/؛ ATV)، که به نام وسیلهٔ نقلیهٔ هدف (جمینی-آجنا) (GATV)) نیز شناخته می‌شود، فضاپیمای بدون سرنشینی بود که توسط ناسا در طول پروژه جمینای خود برای توسعه و تمرین تکنیک‌های پهلوگیری فضایی در فضای مداری و اتصال و پهلوگیری فضاپیما و انجام مانورهای بزرگ مورد استفاده قرار گرفت. تغییرات مداری، در آماده‌سازی و تدارک ماموریت‌های ماه برنامه آپولو. این فضاپیما بر اساس موشک مرحله فوقانی آجناRM-81 لاکهید، مجهز به یک هدف پهلوگیری ساخته شده توسط شرکت هواپیماسازی مک‌دانل ساخته شد. نام «آجنا» از ستارهٔ بتا قنطورس که به نام «آژنا» نیز شناخته می‌شود، بر گرفته شده‌است. فضاپیمای ترکیبی یک استوانه به طول۷٫۹۲ متر با قطر ۱٫۵۲ متر بود که با وسیله پرتاب اتلس-آجنا در مدار پایینی زمین قرار می‌گرفت. حدود ۱۴۰۲۱ تا ۱۴۰۵۴ پوند (۶۳۶۰ تا ۶۳۷۵ کیلوگرم) پیشرانه و گاز در هنگام پرتاب حمل می‌کرد، و جرم ناخالص در مداری بین آن ۳۲۲۸ تا ۳۲۹۸ کیلوگرم بود.
وسیله نقلیه هدف آجنا هنگام پرتاب جمینای ۶-آ در ۲۵ اکتبر ۱۹۶۵ با شکست مواجه شد که ناسا را به ایجاد یک سیستم پشتیبان اهدایت کرد: آداپتور اتصال هدف تقویت شده (ATDA)، فضاپیمای کوچکتری متشکل از هدف لنگر با یک سیستم رانش کنترل اما بدون نیاز به مدار آجنا. تغییر موشک ATDA یک بار در جمینای ۹-آ پس از دومین شکست پرتاب ATV در ۱۷ می ۱۹۶۶ مورد استفاده قرار گرفت، اما به عنوان یک وسیله اتصال به هدف شکست خورد زیرا پوشش پرتاب آن از بدنه جدا نشد.